# Trielasmus varians
Trielasmus varians is een keversoort uit de familie kniptorren (Elateridae). De wetenschappelijke naam van de soort is voor het eerst geldig gepubliceerd in 1846 door Blanchard.